# Stormageddon
Pour plus de détails, voir Fiche technique et Distribution.
Stormageddon est un téléfilm américain réalisé par Nick Lyon, sorti en 2015. Il met en vedettes dans les rôles principaux John Hennigan, Eve Mauro et Joseph Gatt.

## Synopsis
Des scientifiques demandent à un programme informatique, géré par les ordinateurs les plus puissants, de suivre, d’écouter et de prédire le comportement humain. Le programme apprend, devient intelligent et commence à se comporter comme un humain. Un programme maître, Echelon, pirate le réseau de la DARPA (Defense Advanced Research Projects Agency), l'agence du département de la Défense des États-Unis chargée des nouvelles technologies, et prend le contrôle de toutes les défenses. Echelon gagne la capacité de manipuler la météo, de créer des tremblements de terre et de causer un niveau de destruction supérieur à tout ce qu’on aurait pu imaginer. Il menace de mettre le pays entier à genoux. Une solution pour l'arrêter doit être trouvée au plus vite, avant qu'il ne soit trop tard.

## Distribution
- John Hennigan : Adam, Kelso
- Eve Mauro : Molly
- Joseph Gatt : Cain, Able
- Robert Blanche : Agent Gates
- Ricco Ross : Agent Travers
- Robert Craighead : Billy
- Alan Heitz : Hank
- Mercy Malick : Carrie[2]
- David Shatraw : Charles Weeding
- Adrian Paul : Brian McTeague
- David Preston : Agent Wilson
- Jon Mack : Agent Smith
- Jeff Kaake : capitaine Meadows
- John Ierardi : capitaine Pratt
- Lila Dupree : premier officier
- Branton Box : Major Marshall
- Daniel Mk Cohen : Miles
- Malani Coomes : Reporter des informations (voix)[1]

## Réception critique
Sur l’Internet Movie Database, MunkyMovie qualifie le film de « série B extravagante » et développe : « Ce film fait écho à Terminator, 2001, l'Odyssée de l'espace, Da Vinci Code, et un film du début des années 1970 sur les ordinateurs de la défense américains et soviétiques reliant leurs circuits et prenant le contrôle de toute l’électronique et à peu près le reste du monde. Cela semblait être un film original de Syfy, et ils commencent toujours de manière confuse (sans expliquer ce qui se passe) et celui-ci ne fait pas exception. Roger Corman approuverait.
Stormageddon recueille un score d’audience de 25% sur Rotten Tomatoes.